# Indianapolis 500 in 1950

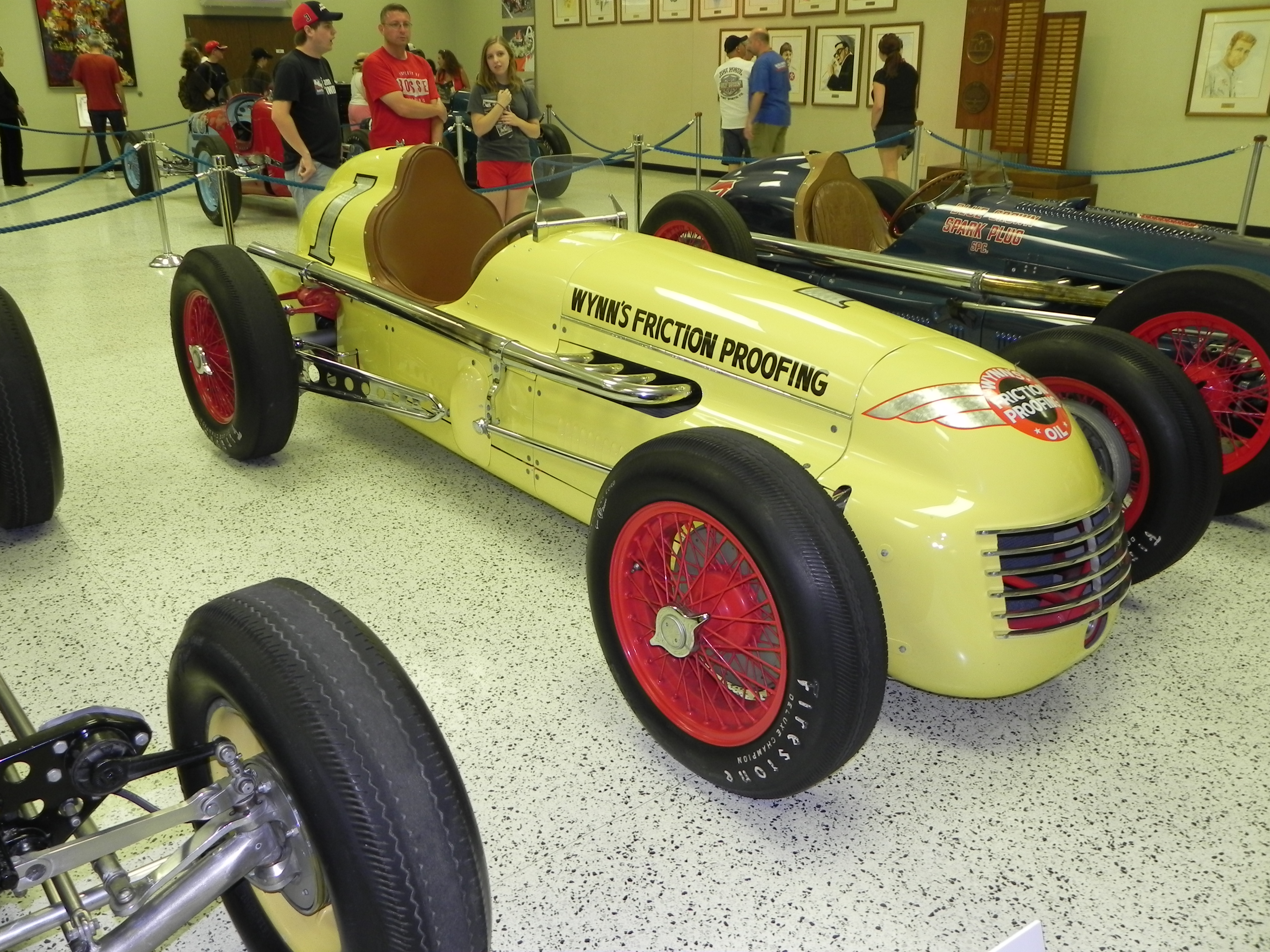
De auto waarmee de Indy 500 van 1950 werd gewonnen

De Indianapolis 500 1950 werd gehouden op 30 mei op het circuit van Indianapolis. Het was de derde race van het seizoen. Het was ook een race die deel uitmaakte van het wereldkampioenschap Formule 1 in 1950.

## Uitslag
De wedstrijd zou oorspronkelijk uit 200 ronden bestaan maar werd vanwege regen ingekort.
| Pos. | Grid | Nr. | Coureur                         | Constructeur             | Kwalificatie (mijl / uur) | Rangschikking | Rondes | Leiding | Tijd / Oorzaak uitval | Punten |
| ---- | ---- | --- | ------------------------------- | ------------------------ | ------------------------- | ------------- | ------ | ------- | --------------------- | ------ |
| 1    | 5    | 1   | Johnnie Parsons                 | Kurtis Kraft-Offenhauser | 132,04                    | 8             | 138    | 115     | 2:46:55.97            | 9S     |
| 2    | 10   | 3   | Bill Holland                    | Deidt-Offenhauser        | 130,48                    | 21            | 137    | 8       | + 1 Ronde             | 6      |
| 3    | 3    | 31  | Mauri Rose                      | Deidt-Offenhauser        | 132,31                    | 6             | 137    | 15      | + 1 Ronde             | 4      |
| 4    | 12   | 54  | Cecil Green                     | Kurtis Kraft-Offenhauser | 132,91                    | 2             | 137    | 0       | + 1 Ronde             | 3      |
| 5    | 9    | 17  | Joie Chitwood Tony Bettenhausen | Kurtis Kraft-Offenhauser | 130,75                    | 19            | 136    | 0       | + 2 Rondes            | 1      |
| 6    | 23   | 8   | Lee Wallard                     | Moore-Offenhauser        | 132,43                    | 5             | 136    | 0       | + 2 Rondes            |        |
| 7    | 1    | 98  | Walt Faulkner                   | Kurtis Kraft-Offenhauser | 134,34                    | 1             | 135    | 0       | + 3 Rondes            |        |
| 8    | 4    | 5   | George Connor                   | Lesovsky-Offenhauser     | 132,16                    | 7             | 135    | 0       | + 3 Rondes            |        |
| 9    | 19   | 7   | Paul Russo                      | Nichels-Offenhauser      | 130,79                    | 18            | 135    | 0       | + 3 Rondes            |        |
| 10   | 11   | 59  | Pat Flaherty                    | Kurtis Kraft-Offenhauser | 129,60                    | 30            | 135    | 0       | + 3 Rondes            |        |
| 11   | 16   | 2   | Myron Fohr                      | Marchese-Offenhauser     | 131,71                    | 11            | 133    | 0       | + 5 Rondes            |        |
| 12   | 13   | 18  | Duane Carter                    | Stevens-Offenhauser      | 131,66                    | 12            | 133    | 0       | + 5 Rondes            |        |
| 13   | 26   | 15  | Mack Hellings                   | Kurtis Kraft-Offenhauser | 130,68                    | 20            | 132    | 0       | + 6 Rondes            |        |
| 14   | 6    | 49  | Jack McGrath                    | Kurtis Kraft-Offenhauser | 131,86                    | 10            | 131    | 0       | Spin                  |        |
| 15   | 24   | 55  | Troy Ruttman                    | Lesovsky-Offenhauser     | 131,91                    | 9             | 130    | 0       | + 8 Rondes            |        |
| 16   | 31   | 75  | Gene Hartley                    | Langley-Offenhauser      | 129,21                    | 32            | 128    | 0       | + 10 Rondes           |        |
| 17   | 27   | 22  | Jimmy Davies                    | Ewing-Offenhauser        | 130,40                    | 23            | 128    | 0       | + 10 Rondes           |        |
| 18   | 33   | 62  | Johnny McDowell                 | Kurtis Kraft-Offenhauser | 129,69                    | 27            | 128    | 0       | + 10 Rondes           |        |
| 19   | 20   | 4   | Walt Brown                      | Kurtis Kraft-Offenhauser | 130,45                    | 22            | 127    | 0       | + 11 Rondes           |        |
| 20   | 14   | 21  | Spider Webb                     | Maserati-Offenhauser     | 129,74                    | 26            | 126    | 0       | + 12 Rondes           |        |
| 21   | 15   | 81  | Jerry Hoyt                      | Kurtis Kraft-Offenhauser | 129,52                    | 31            | 125    | 0       | + 13 Rondes           |        |
| 22   | 29   | 27  | Walt Ader                       | Rae-Offenhauser          | 129,94                    | 25            | 123    | 0       | + 15 Rondes           |        |
| 23   | 30   | 77  | Jackie Holmes                   | Olson-Offenhauser        | 129,69                    | 28            | 123    | 0       | Spin                  |        |
| 24   | 28   | 76  | Jim Rathmann                    | Wetteroth-Offenhauser    | 129,95                    | 24            | 122    | 0       | + 16 Rondes           |        |
| 25   | 21   | 12  | Henry Banks                     | Maserati-Offenhauser     | 129,64                    | 29            | 112    | 0       | Olielijn              |        |
| 26   | 22   | 67  | Bill Schindler                  | Snowberger-Offenhauser   | 132,69                    | 4             | 111    | 0       | Transmissie           |        |
| 27   | 17   | 24  | Bayliss Levrett Bill Cantrell   | Adams-Offenhauser        | 131,18                    | 14            | 108    | 0       | Oliedruk              |        |
| 28   | 2    | 28  | Fred Agabashian                 | Kurtis Kraft-Offenhauser | 132,79                    | 3             | 64     | 0       | Olielek               |        |
| 29   | 32   | 61  | Jimmy Jackson                   | Kurtis Kraft-Cummins     | 129,20                    | 33            | 52     | 0       | Compressor            |        |
| 30   | 25   | 23  | Sam Hanks                       | Kurtis Kraft-Offenhauser | 131,59                    | 13            | 42     | 0       | Oliedruk              |        |
| 31   | 8    | 14  | Tony Bettenhausen               | Deidt-Offenhauser        | 130,94                    | 16            | 30     | 0       | Wiellager             |        |
| 32   | 18   | 45  | Dick Rathmann                   | Watson-Offenhauser       | 130,92                    | 17            | 25     | 0       | Stilgevallen          |        |
| 33   | 7    | 69  | Duke Dinsmore                   | Kurtis Kraft-Offenhauser | 131,06                    | 15            | 10     | 0       | Olielek               |        |

## Noot
- Omdat de Indianapolis 500 tussen 1950 tot en met 1960 meetelde voor het Formule 1-Wereldkampioenschap maakten de volgende coureurs hun debuut in Formule 1: Andy Linden, Bud Rose, Bill Vukovich, Hal Cole, Ted Duncan, Ralph Pratt, Kenny Eaton, Johnny Mauro, George Fonder, Charles Van Acker, Joel Thorne, Johnny Fedricks, George Lynch, Duke Nalon, Danny Kladis, Milt Fankhouser, Chet Miller, Bill Cantrell, Mark Light, Dick Frazier, Billy Devore, Joe James, Bob Gregg, Bob Sweikert, Marvin Burke, Norm Houser, Carl Forberg, Cy Marshall, Chuck Leighton, Al Miller, Mike Burch, Manny Ayulo, Jim Rigsby, Emil Andres, Cliff Griffith, Walt Faulker, Fred Agabashian, Mauri Rose, George Connor, Johnnie Parsons, Jack McGrath, Duke Dinsmore, Tony Bettenhausen, Joie Chitwood, Bill Holland, Pat Flaherty, Cecil Green, Duane Carter, Spider Webb, Jerry Hoyt, Myron Fohr, Bayliss Levrett, Dick Rathmann, Paul Russo, Walt Brown, Henry Banks, Bill Schindler, Lee Wallard, Troy Ruttman, Sam Hanks, Mack Hellings, Jimmy Davies, Jim Rathmann, Walt Ader, Jackie Holmes, Gene Hartley, Jimmy Jackson, en Johnny McDowell.
- Eerst pole position voor Walt Faulkner.
- Eerste snelste ronde, rondes als raceleider, podiumplaats en Grand Prix-winst voor Johnnie Parsons.
- Eerste rondes als raceleider en podiumplaats voor Bill Holland en Mauri Rose.
- Dit waren tevens de eerste pole positions, snelste rondes, rondes als raceleider, podiumplaatsen en Grand Prix-winst voor een Amerikaanse coureur.

Grand Prix Formule 1 van de Verenigde Staten: 1908 · 1910 · 1911 · 1912 · 1914 · 1915 · 1916 · 1959 · 1960 · 1961 · 1962 · 1963 · 1964 · 1965 · 1966 · 1967 · 1968 · 1969 · 1970 · 1971 · 1972 · 1973 · 1974 · 1975 · 1976 · 1977 · 1978 · 1979 · 1980 · 1989 · 1990 · 1991 · 2000 · 2001 · 2002 · 2003 · 2004 · 2005 · 2006 · 2007 · 2012 · 2013 · 2014 · 2015 · 2016 · 2017 · 2018 · 2019 · 2021 · 2022 · 2023 · 2024 · 2025 · 2026

Indianapolis 500: 1950 · 1951 · 1952 · 1953 · 1954 · 1955 · 1956 · 1957 · 1958 · 1959 · 1960

Grand Prix Formule 1 van de Verenigde Staten West: 1976 · 1977 · 1978 · 1979 · 1980 · 1981 · 1982 · 1983

Grand Prix Formule 1 van Las Vegas: 1981 · 1982 · 2023 · 2024 · 2025

Grand Prix Formule 1 van de Verenigde Staten Oost: 1982 · 1983 · 1984 · 1985 · 1986 · 1987 · 1988

Grand Prix Formule 1 van Dallas: 1984

Grand Prix Formule 1 van Miami: 2022 · 2023 · 2024 · 2025 · 2026 · 2027 · 2028 · 2029 · 2030 · 2031
1911 · 1912 · 1913 · 1914 · 1915 · 1916 · 1917 · 1918 · 1919 · 1920 · 1921 · 1922 · 1923 · 1924 · 1925 · 1926 · 1927 · 1928 · 1929 · 1930 · 1931 · 1932 · 1933 · 1934 · 1935 · 1936 · 1937 · 1938 · 1939 · 1940 · 1941 · 1942 · 1943 · 1944 · 1945 · 1946 · 1947 · 1948 · 1949 · 1950 · 1951 · 1952 · 1953 · 1954 · 1955 · 1956 · 1957 · 1958 · 1959 · 1960 · 1961 · 1962 · 1963 · 1964 · 1965 · 1966 · 1967 · 1968 · 1969 · 1970 · 1971 · 1972 · 1973 · 1974 · 1975 · 1976 · 1977 · 1978 · 1979 · 1980 · 1981 · 1982 · 1983 · 1984 · 1985 · 1986 · 1987 · 1988 · 1989 · 1990 · 1991 · 1992 · 1993 · 1994 · 1995 · 1996 · 1997 · 1998 · 1999 · 2000 · 2001 · 2002 · 2003 · 2004 · 2005 · 2006 · 2007 · 2008 · 2009 · 2010 · 2011 · 2012 · 2013 · 2014 · 2015 · 2016 · 2017 · 2018 · 2019 · 2020 · 2021 · 2022 · 2023 · 2024